# Páz Faz Riza
General Páz Faz Riza fue un militar revolucionario y político mexicano. 
Nació en la entonces llamada Ciudad Porfirio Díaz, Hoy Piedras Negras en el estado de Coahuila, el 18 de abril de 1893. Hijo de Sebero Faz Pérez y Erlinda Riza Flores.
Se unió a las fuerzas constitucionalistas que comandaba el general Fortunato Maycotte, le tocó aprehender al general Lucio Blanco y participó posteriormente en la rebelión de Agua Prieta.
Miembro del Partido Revolucionario Institucional, fue diputado federal a la XXXV Legislatura por su estado natal. Alcanzó el grado de General Brigadier en el Ejército Mexicano. Gobernador interino de Coahuila del 1 de marzo al 6 de junio de 1948.
Falleció en la Ciudad de México el 17 de febrero de 1972. Fue sepultado en el Panteón Español.
- Datos: Q6093796